# Пезаровиус, Павел Павлович
Павел Павлович Пезаровиус (нем. Paul Wilhelm von Pomian de Pesarovius; 17 (28) февраля 1776, Вольмар — 2 (14) июля 1847, Санкт-Петербург) — филантроп, основатель и первый редактор благотворительной газеты «Русский инвалид», масон, член ложи «Полярная звезда» в Санкт-Петербурге (1809-10).

## Биография
Родился в семье балтийских немцев в Вольмаре. Его отец был известным лютеранским теологом. Окончил курс в Йенском университете; служил в комиссии составления законов и в юстиц-коллегии. Отечественная война 1812 года вызвала в Пезаровиусе желание прийти на помощь жертвам войны, больным и раненым, возвращавшимся в Санкт-Петербург. С этой целью, без всяких средств и определённого плана, Павел Помиан-Пезаровиус задумал издавать газету «Русский Инвалид», с тем чтобы весь доход от издания, за вычетом издержек, «употребить на вспоможение инвалидам, солдатским вдовам и сиротам». Первый номер газеты, издание которой принял на себя Александр Иванович Плюшар, вышел 1 февраля 1813 года. Наполнял газету Пезаровиус почти исключительно собственными статьями. Уже к концу первого месяца в редакцию поступило 2160 рублей. Известия с театра военных действий, которые Пезаровиус, благодаря своему сотруднику-цензору, помещал у себя раньше, нежели они появлялись в других газетах, придавали «Русскому Инвалиду» большой интерес в глазах читателей; подписка сильно возрастала. Крупные пожертвования, стекавшиеся в руки Пезаровиуса, побудили его в 1813 году образовать неприкосновенный инвалидный капитал, составивший через год 395 000 рублей. Капитал этот Пезаровиус передал в 1814 году в учрежденный Александром I комитет о раненых, членом которого он был назначен. За время редактирования газеты, продолжавшегося до 1821 года, Пезаровиус передал в комитет 1032424 рубля. В 1833 году Пезаровиус был назначен вице-президентом Санкт-Петербургской евангелической консистории. С 1830 года редакторство «Русского Инвалида», сделавшегося крайне бессодержательным, вновь перешло к Пезаровиусу, который нес эти обязанности до самой смерти.
Умер в чине тайного советника. Похоронен на Смоленском лютеранском кладбище в Санкт-Петербурге.

## В масонстве
В Риге стал членом масонской ложи «К малой вселенной» «Zur kleinen Welt» (1791). В Санкт-Петербурге член лож: «Полярная звезда» (1809-10) и «Пеликан», где в 1810 году был мастером стула. Переизбирался на должность мастера стула по представлению Великой ложи «Астрея» (1818-19). В Варшаве в 1818—1819 годах был почётным членом лож «Казимир Великий» и «Постоянный храм».

## Труды
Кроме статей в «Русском Инвалиде» Пезаровиус напечатал:
- Gustav Ernst Christian Leonhardi, Paul Wilhelm Pomian Pesarovius Christiche Katechismusubung, nach Grundlage des kleinen Katechismus Dr. Martin Luther Санкт-Петербург, 1820.
- Ein Wort der Wahrheit uber die Schmahschrift: Meine Verfolgung in Russland, von Karl Limmer Лейпциг, 1823.